# Tapiola Sinfonietta

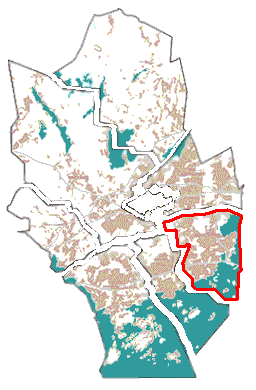
La Mappa di Tapiola ad Espoo in Finlandia.

La Tapiola Sinfonietta è un'orchestra filarmonica finlandese con sede a Espoo, fondata nel 1987. La sede principale della Tapiola Sinfonietta è la Tapiola Hall, con 776 posti, presso il Centro Culturale di Espoo.

## Descrizione
La normale formazione della Tapiola Sinfonietta è quella di una orchestra sinfonica viennese classica, con 41 membri. L'orchestra si presenta con due solisti ospiti, oppure con i membri dell'orchestra stessa che fungono da solisti. Non ha un direttore principale e la responsabilità artistica spetta ai membri stessi. Si avvale di partner artistici, con i quali collabora regolarmente: il direttore Mario Venzago, il pianista Alexander Melnikov, così come il chitarrista Marzi Nyman. 
Riguardo agli orientamenti artistici dell'orchestra è responsabile il team di gestione, che comprende l'intendente e due membri dei musicisti. Nei primi giorni dell'orchestra ha avuto direttori artistici come Jorma Panula, Osmo Vänskä, Juhani Lamminmäki e Jean-Jacques Kantorow (Direttore Onorario) e direttori ospiti tra cui Paavo Berglund, Hannu Lintu, Leif Segerstam, Masaaki Suzuki e Olari Elts. Ogni direttore porta il suo contributo individuale nello sfidare ed ispirare i membri dell'orchestra al fine di superare se stessi. La direzione artistica del Direttore onorario Jean-Jacques Kantorow (1993-2006) è stata di importanza decisiva per la formazione dell'attuale suono dell'orchestra. Con l'orchestra hanno lavorato i compositori Juhani Nuorvala e Eero Hämeenniemi.

## Storia
Nel corso di 20 anni, la Tapiola Sinfonietta è diventata un'orchestra completa, evolvendosi in modo diverso e distinto dalle altre, in grado di eseguire il repertorio Classico viennese e quello contemporaneo con mentalità aperta, coraggio e con professionalità impeccabile. La sua programmazione innovativa e la passione inestinguibile per la musica sono durati nel corso degli anni, e l'orchestra ha ricevuto un ottimo riscontro sia per i concerti che per le registrazioni
Sebbene la sede principale della Tapiola Sinfonietta sia la Tapiola Hall, con 776 posti a sedere, presso il Centro Culturale Espoo, concerti di musica da camera si tengono nella Leppävaaran Hall e nella Sello Hall e nelle chiese nella zona della Greater Helsinki. Molti programmi vengono replicati nella Sello Hall di Leppävaara, Espoo. L'orchestra registra regolarmente per le etichette BIS, Ondine e CPO. La discografia comprende più di 60 registrazioni, a cui in media tre nuovi dischi vengono aggiunti ogni anno.

## Artisti in associazione
Nel 1993 il violinista francese e direttore d'orchestra Jean-Jacques Kantorow fu invitato a diventare direttore artistico della Tapiola Sinfonietta e sotto la sua guida l'orchestra ha raggiunto rapidamente un livello di competenza internazionale. Dopo il suo incarico coronato da successo, l'orchestra ha rivisto il suo principio di funzionamento, scegliendo tre artisti in associazione, ciascuno con la propria specializzazione. Le esigenze e gli obiettivi dell'orchestra sono calibrati sulla base del loro potenziale. Gli artisti in associazione nominati nell'autunno 2006 hanno spesso suonato con l'orchestra: il pianista, direttore d'orchestra e compositore Olli Mustonen, il violinista Pekka Kuusisto e il direttore d'orchestra britannico Stefan Asbury.
Il repertorio della Tapiola Sinfonietta è concentrato sull'esecuzione e registrazione di Mozart ed i suoi contemporanei ed anche su opere eseguite raramente. La musica contemporanea è ben rappresentata, e ci sono prime regolari di opere di compositori viventi.
La Tapiola Sinfonietta collabora anche con altre orchestre ed è impegnata nella formazione del pubblico. Le tournée fatte con regolarità aumentano il profilo dell'orchestra, portando il numero totale annuale di concerti a circa 60.